# Séméac
Séméac (okzitanisch: Semiac) ist eine französische Gemeinde im Département Hautes-Pyrénées in der Region Okzitanien. Sie gehört zum Arrondissement Tarbes und zum Kanton Aureilhan.
Séméac hat 5.202 Einwohner (Stand 1. Januar 2022) auf 6,24 Quadratkilometern und liegt zwischen dem Ostufer des Adour und seinem Seitenkanal Canal d’Alaric in der Landschaft Bigorre und ist eine östliche Vorstadt von Tarbes. Die Einwohner nennen sich Séméacais.
Die Anschlussstelle Tarbes-Est der Autoroute A64 liegt im Gemeindegebiet.
Steinzeitliche Siedlungsspuren sind nachgewiesen, der Ort Séméac dürfte aber erst in der ausgehenden karolingischen Zeit entstanden sein. Erstmals urkundlich erwähnt wird der Ort 1032.

## Sehenswürdigkeiten
- Kirche Notre-Dame de l’Assomption, 1285 durch Raimond-Arnaud de Castelbajac errichtet, von den Hugenotten 1569 zerstört und 1609 erneut aufgebaut

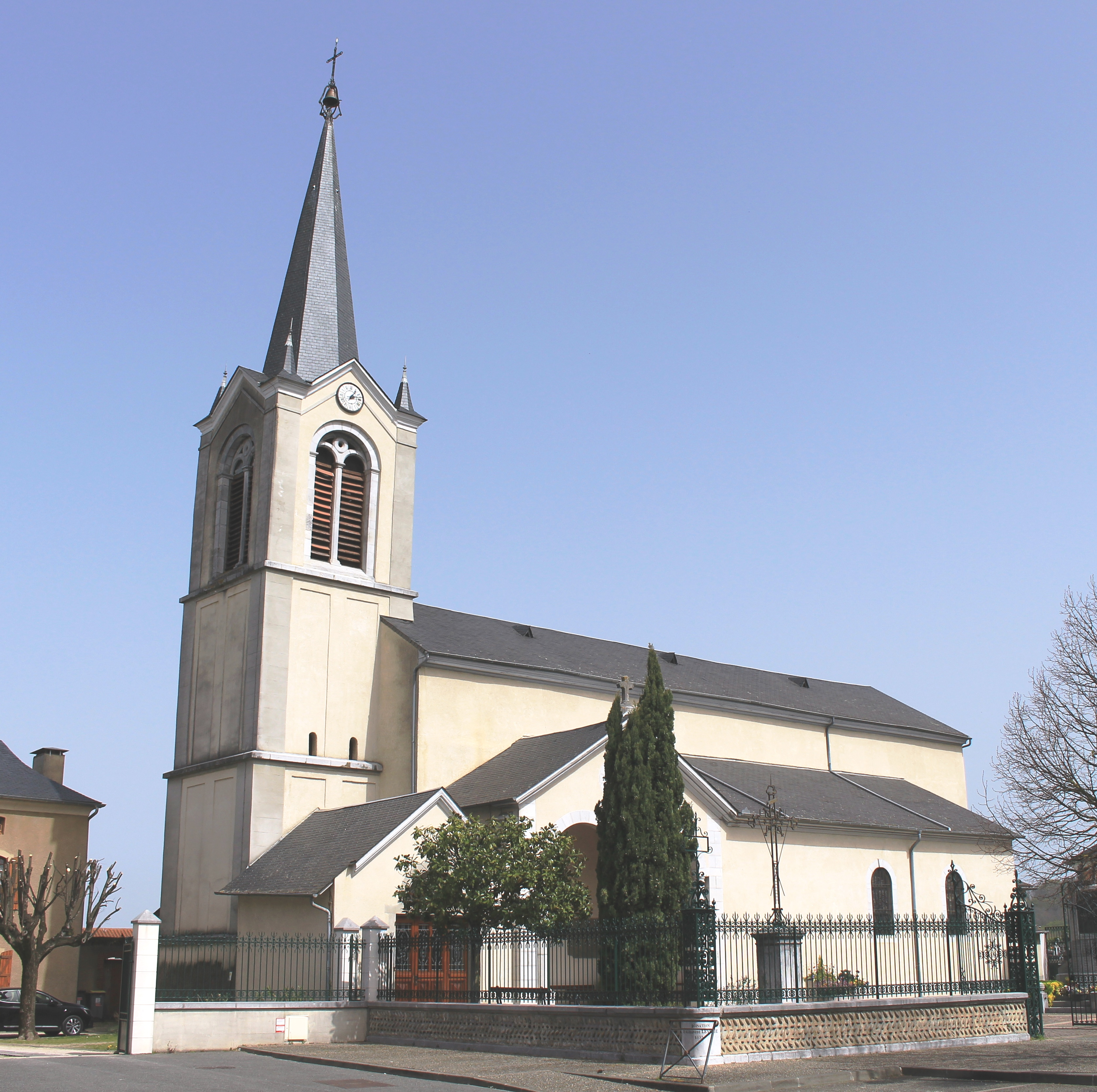
Kirche Notre-Dame